# Galicyjskie pułki piechoty
Galicyjskie pułki piechoty – pułki piechoty cesarskiej i królewskiej Armii stacjonujące do 1918 na terenie Galicji, w których służyli Polacy.
- 9 Pułk Piechoty Austro-Węgier. Sztab Pułku stacjonował w miejscowości Ołomuniec na Morawach. Rejon rekrutacji Stryj. Pułk kontynuował tradycje jednostki austriackiej utworzonej w roku 1725.
- 10 Pułk Piechoty Austro-Węgier. im. Gustawa V. Sztab Pułku stacjonował w miejscowości Przemyśl, Bijeljina. Rejon rekrutacji Przemyśl. Pułk kontynuował tradycje jednostki austriackiej utworzonej w roku 1745.
- 13 Pułk Piechoty Austro-Węgier. Sztab Pułku stacjonował w miejscowości Kraków. Rejon rekrutacji Kraków. Pułk kontynuował tradycje jednostki austriackiej utworzonej w roku 1640.
- 15 Pułk Piechoty Austro-Węgier. Sztab Pułku stacjonował w miejscowości Josephstadt. Rejon rekrutacji Tarnopol. Pułk kontynuował tradycje jednostki austriackiej utworzonej w roku 1701.
- 20 Pułk Piechoty Austro-Węgier. Sztab Pułku stacjonował w miejscowości Wiedeń. Rejon rekrutacji Nowy Sącz. Pułk kontynuował tradycje jednostki austriackiej utworzonej w roku 1681.
- 24 Pułk Piechoty Austro-Węgier. Sztab Pułku stacjonował w miejscowości Višegrad. Rejon rekrutacji Kołomyja.
- 30 Pułk Piechoty Austro-Węgier. Sztab Pułku stacjonował w miejscowości Lwów. Rejon rekrutacji Lwów. Pułk kontynuował tradycje jednostki austriackiej utworzonej w roku 1723.
- 45 Pułk Piechoty Austro-Węgier. Sztab Pułku stacjonował w miejscowości Maglaj. Rejon rekrutacji Sanok.
- 55 Pułk Piechoty Austro-Węgier. Sztab Pułku stacjonował w miejscowości Lwów. Rejon rekrutacji Brzeżany.
- 56 Pułk Piechoty Austro-Węgier. Sztab Pułku stacjonował w miejscowości Kraków. Rejon rekrutacji Wadowice.
- 57 Pułk Piechoty Austro-Węgier. Sztab Pułku stacjonował w miejscowości Opawa. Rejon rekrutacji Tarnów.
- 58 Pułk Piechoty Austro-Węgier. Sztab Pułku stacjonował w miejscowości Wiedeń. Rejon rekrutacji Stanisławów. Pułk kontynuował tradycje jednostki austriackiej utworzonej w roku 1763.
- 77 Pułk Piechoty Austro-Węgier. Sztab Pułku stacjonował w miejscowości Hradec Králové (Königgrätz). Rejon rekrutacji Sambor. Pułk kontynuował tradycje jednostki austriackiej utworzonej w roku 1860.
- 80 Pułk Piechoty Austro-Węgier. Sztab Pułku stacjonował w miejscowości Lwów. Rejon rekrutacji Złoczów.